# 포은로 (서울)
포은로는 서울 마포구의 도로이다. 망원동의 경리단길이라는 뜻에서 망리단길로도 불리고 있다.

## 같이 보기
- 경리단길
- 황리단길
- 송리단길
- 해리단길
- 범리단길
- 전리단길
- 평리단길
- 봉리단길
- 동리단길
- 꽃리단길
- 객리단길